# Herbert Edwards
Herbert James Edwards (1896. november 20. – 1967. szeptember 10.) első világháborús ausztrál ászpilóta.

## Élete

### Ifjúkora
1896-ban született Ausztráliában, Victoria államban. Az egészségügyi pályán helyezkedett el. 1915-ben az első világháború kitörésének hírére csatlakozott a hadsereghez.

### Katonai szolgálata
Először a gyalogságnál szolgált, majd 1916-ban a brit légierőhöz került (Royal Flying Corps). Az alapkiképzés elvégzését és a pilótaigazolvány megszerzését követően Edwards 1917-ben a 32. brit repülőszázadhoz került, a nyugati fronton.
1917. július 25-én szerezte meg első légi győzelmét egy német Albatros D.III-as lelövésével. Két napra rá, 27-én egy újabb német Albatrost kényszerített földre, megszerezve ezzel 2. légi győzelmét. 1917 augusztusában Arcio D.H.5-ös vadászgépével további két légi győzelmet aratott. 1917. szeptember 3-án szerezte meg ötödik légi győzelmét, amellyel elérte az ászpilóta minősítést. Ezt követően a 92. repülőszázadhoz került, ám egészségi problémák miatt hamarosan leszerelték.
1967-ben hunyt el, Mayborough városában.

### Légi győzelmei
| Sorszám | Dátum               | Egység                | Repülőgép   | Ellenfél       |
| ------- | ------------------- | --------------------- | ----------- | -------------- |
| 1       | 1917. július 25.    | 32. brit repülőszázad | Airco D.H.5 | Albatros D.III |
| 2       | 1917. július 27.    | 32. brit repülőszázad | Airco D.H.5 | Albatros C     |
| 3       | 1917. augusztus 10. | 32. brit repülőszázad | Airco D.H.5 | Albatros C     |
| 4       | 1917. augusztus 17. | 32. brit repülőszázad | Airco D.H.5 | Albatros C     |
| 5       | 1917. szeptember 3. | 32. brit repülőszázad | Airco D.H.5 | Albatros C     |